# Ширли Мейсон
Ширли Мейсон (англ. Shirley Mason), настоящее имя Леони Флаграт (англ. Leonie Flugrath; 6 июня 1900—27 июля 1979) — американская актриса эпохи немого кино.

## Биография
Родилась в семье Эмиля и Мари Флаграт. Вместе со своими сёстрами Эдной и Вирджинией она стала актрисой по настоянию своей матери. Вместе со своей сестрой Вирджинией (Виола Дана), Мейсон дебютировала в фильме Рождественская песнь (1910). На тот момент им было 10 и 13 лет, соответственно. Следующей картиной с участием Мейсон стал фильм The Threshold of Life (1911).
Будучи ребёнком-актёром Мейсон не пользовалась большим спросом. Успех в карьере не был замечен вплоть до 1915 года, когда она снялась в фильме Vanity Fair. В 1917 году её карьера пошла в гору после того, как она тогда снялась в тринадцати фильмах и получила главную роль в фильме The Awakening of Ruth. В 1920-е годы Мейсон продолжала свою актёрскую карьеру и сыграла несколько главных ролей. В 1929 году она сыграла свою последнюю роль в фильме The Flying Marine (появившись там вместе со своей сестрой Виолой). С 1910 по 1929 годы она сыграла в 109 фильмах.
Сёстры Флаграт были талантливым трио и все трое в значительной степени играли в кино. Родившаяся в 1893 году Эдна Флагарт была старшей в семье и единственной сестрой, которая снималась в кино под своим настоящим именем. А родившаяся в 1897 году Вирджиния взяла себе псевдоним «Виола Дана». Леони была самой младшей из сестёр и при работе в киноиндустрии взяла себе имя «Ширли Менсон». Мать сестёр Флаграт в своё время мечтала о театральной карьере, и по её настоянию все три сестры были зачислены в танцевальную школу. Большую часть своего детства сёстры провели на гастролях, выступая на Кони-Айленде и в других местах.
В итоге старания матери окупились; все три сестры подписали контракт с кинокомпанией Edison Studios. Виола познакомилась со своим мужем Джоном Коллинзом, работая в Edison, и в итоге молодой режиссёр и актриса стали коллегами по цеху и парой. Эдна также познакомилась со своим мужем, Харольдом Шоу, работая в этой студии. Впоследствии они поженились, а позже Харольд основал British Film company. Мужем Ширли стал актёр и режиссёр Бернард Дурнинг. Несмотря на восьмилетнюю разницу в возрасте они поженились когда Мейсон было всего 16 лет.
Брак продолжался до 1923 года, когда Бернард скончался от брюшного тифа, оставив 22-летнюю Ширли вдовой. В 1927 году Ширли вышла замуж за режиссёра Сидни Ланфилда. Они прожили вместе до 1972 года, когда Ланфилд скончался от сердечного приступа.

## Выборочная фильмография
- Рождественская песнь (1910)
- A Fresh Air Romance[англ.] (1912)
- Vanity Fair (1915)
- Where Love Is[англ.] (1917)
- Come on In (1918)
- Good-Bye, Bill[англ.] (1918)
- The Rescuing Angel[англ.] (1919)
- The Final Close-Up[англ.] (1919)
- Putting It Over[англ.] (1919)

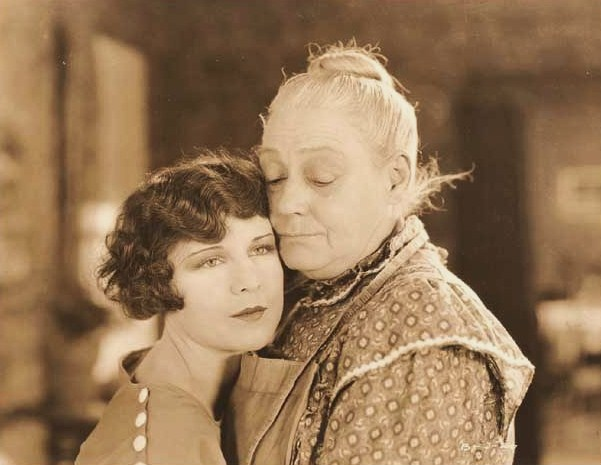
С Жозефиной Кроуэлл (справа) в фильме «Огни пустыни» (1922)

- Остров сокровищ (1920) (в роли Джима Хокинса)
- Джеки (1921)
- Маленькая Мисс Улыбочка[англ.] (1922)
- Жёны моего мужа[англ.] (1924)
- Лорд Джим (1925)
- Desert Gold (1926)
- Дайте дождь (1927)
- Sally in Our Alley (1927)
- Итак что это за любовь (1928)
- Морские стервятники[англ.] (1928)
- Беглянки[англ.] (1928)
- Anne Against the World[англ.] (1929)
- The Show of Shows (1929)